# Saint-Laurent-la-Conche
Saint-Laurent-la-Conche is een gemeente in het Franse departement Loire (regio Auvergne-Rhône-Alpes) en telt 544 inwoners (2004). De plaats maakt deel uit van het arrondissement Montbrison.

## Geografie
De oppervlakte van Saint-Laurent-la-Conche bedraagt 15,4 km², de bevolkingsdichtheid is 35,3 inwoners per km².
De onderstaande kaart toont de ligging van Saint-Laurent-la-Conche met de belangrijkste infrastructuur en aangrenzende gemeenten.

## Demografie
Onderstaande figuur toont het verloop van het inwonertal (bron: INSEE-tellingen).